# باول نورث رايس
باول نورث رايس (بالإنجليزية: Paul North Rice)‏ هو أمين مكتبة أمريكي، ولد في 8 فبراير 1888 في لوويل في الولايات المتحدة، وتوفي في 16 أبريل 1967 في ميدلتاون في الولايات المتحدة.